# Paulhac, Haute-Garonne

Paulhac este o comună în departamentul Haute-Garonne din sudul Franței. În 2009 avea o populație de 1.121 de locuitori.

## Evoluția populației
| An        | 1975 | 1982 | 1990 | 1999 | 2006  | 2009  |
| --------- | ---- | ---- | ---- | ---- | ----- | ----- |
| Populație | 458  | 577  | 684  | 916  | 1.068 | 1.121 |